# Benjamin Pauwels
Benjamin Pauwels (Knokke-Heist, 29 oktober 2004) is een Belgisch voetballer die doorgaans als aanvaller speelt. Hij verruilde in 2024 Beerschot VA voor SC Cambuur.

## Carrière
Pauwels speelde in het seizoen 2022/23 elf competitiewedstrijden voor Jong KAA Gent in Eerste nationale. In augustus 2023 ondertekende hij een tweejarig contract bij Beerschot VA, waar hij een geslaagde proefperiode achter de rug had. In het seizoen kreeg hij maar 2 keer een basisplaats en was hij vooral wisselspeler.   
In de zomer van 2024 maakte hij de overstap naar SC Cambuur. Hij debuteerde in de eerste speelronde tegen MVV Maastricht (1-0). Hij kwam in de 64e minuut in de ploeg voor Matthias Nartey. Op 29 september 2024 maakte hij zijn eerste doelpunt tegen FC Emmen (1-3), op aangeven van Mark Diemers.  

## Interlandcarrière
Pauwels debuteerde op 20 maart 2025 voor het Belgisch voetbalelftal onder 21, in een vriendschappelijke wedstrijd tegen Zweden (2-1). Hij mocht het laatste halfuur Julien Duranville vervangen en scoorde in de 85e minuut de winnende op aangeven van Samuel Mbangula.

## Clubstatistieken
| Seizoen         | Club            | Land               | Competitie                         | Competitie | Competitie | Beker | Beker | Totaal | Totaal |
| Seizoen         | Club            | Land               | Competitie                         | Wed.       | Dlp.       | Wed.  | Dlp.  | Wed.   | Dlp.   |
| --------------- | --------------- | ------------------ | ---------------------------------- | ---------- | ---------- | ----- | ----- | ------ | ------ |
| 2022/23         | Jong KAA Gent   | Vlag van België    | Eerste nationale                   | 11         | 0          | —     | —     | 11     | 0      |
| 2023/24         | Beerschot VA    | Vlag van België    | Eerste klasse B                    | 18         | 0          | 0     | 0     | 18     | 0      |
| 24/25           | SC Cambuur      | Vlag van Nederland | Eerste divisie (voetbal Nederland) | 36         | 4          | 1     | 0     | 37     | 4      |
| Carrière totaal | Carrière totaal | Carrière totaal    | Carrière totaal                    | 65         | 4          | 1     | 0     | 66     | 4      |

Bijgewerkt op 6 juli 2025.
1 Jansen ·
2 Caschili ·
3 Smand ·
5 Poll ·
6 Van Mullem ·
7 Balk ·
8 Kieftenbeld ·
9 Afolabi ·
10 De Jong ·
11 Alhaft ·
12 Diemers  ·
14 Casas ·
15 Ottesen ·
16 Galvez ·
17 Nartey ·
18 Rölke ·
19 De Leeuw ·
20 Nieling ·
21 Schaapman ·
22 Reiziger ·
23 Minnema ·
24 Jonker ·
25 Marsman ·
26 Mercera ·
27 Kooistra ·
28 Souren ·
29 Pauwels ·
30 Van der Veen ·
31 Renkel ·
33 Priem ·
36 Visser ·
41 Henstra ·
43 Bakkati ·
44 Potma ·
49 Veldhuis ·
99 Hilterman ·
Coach: De Jong
· Assistent-coach: Burghout
· Assistent-coach: Reinsma
· Keeperstrainer: Van der Vlag